# Ptiolina nitidifrons
Ptiolina nitidifrons är en tvåvingeart som beskrevs av Hardy och Mcguire 1947. Ptiolina nitidifrons ingår i släktet Ptiolina och familjen snäppflugor.
Artens utbredningsområde är New Hampshire. Inga underarter finns listade i Catalogue of Life.